# Parc de maisons mobiles
Ne doit pas être confondu avec Parc résidentiel de loisirs.

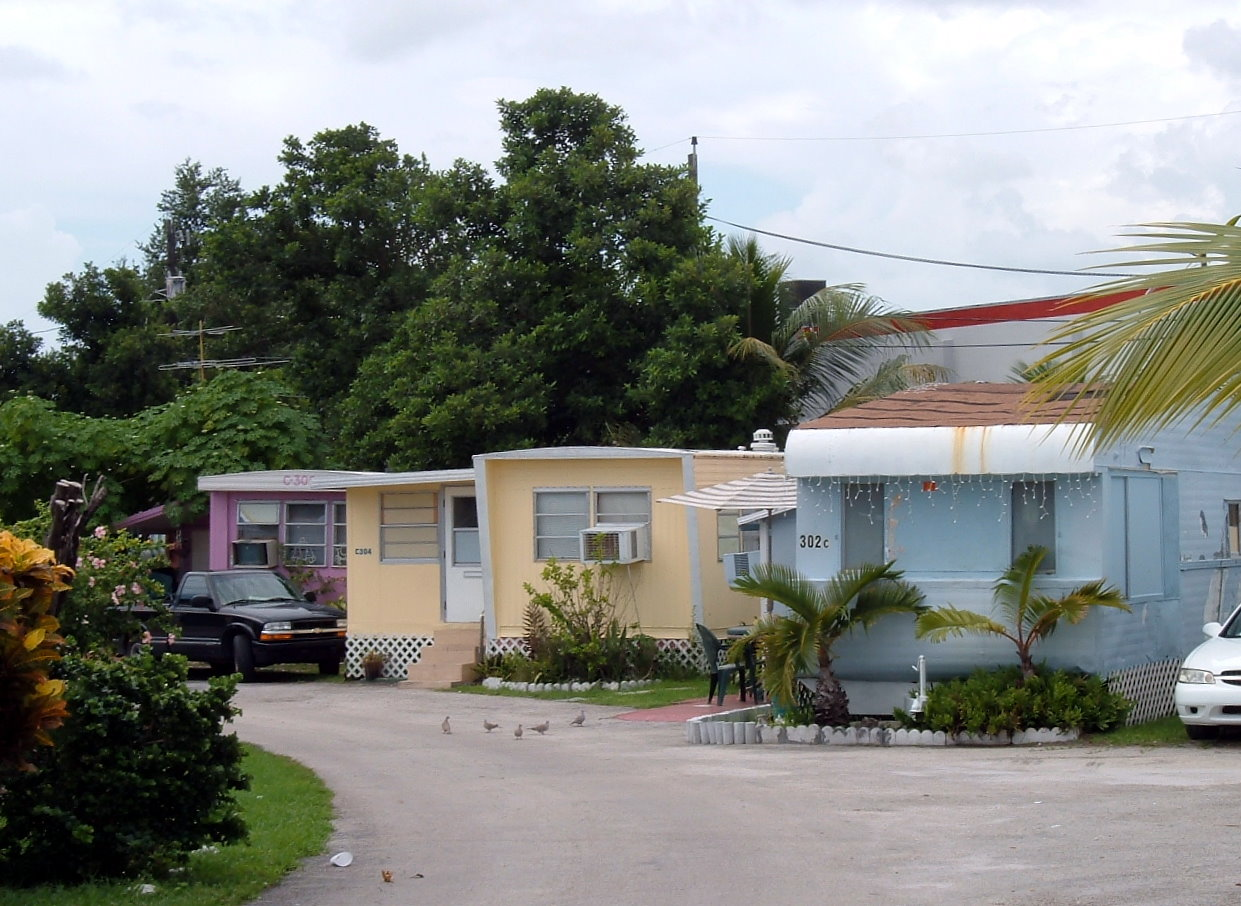
Parc de maisons mobiles à Miami, Floride.

Un parc de maisons mobiles (anglais trailer park ou mobile home park) est un terrain loti occupé de façon permanente ou semi-permanente par des maisons mobiles ou des caravanes. Ces communautés peuvent être aussi petites que 2 maisons ou en comprendre plus de 1 000. Elles se sont développés comme une alternative à la construction de maisons conventionnelles, surtout en Amérique du Nord, à cause du coût plus faible de construction et de la possibilité pour le propriétaire de déplacer sa maison selon son lieu de résidence. 
Le trailer park est très répandu aux États-Unis et ses habitants sont souvent caricaturés comme des gens à faibles revenus, souvent vivant sous le seuil de pauvreté, aux mœurs douteuses. Entre autres, la série télévisée Trailer Park Boys utilise ce stéréotype. Cependant, les méthodes de constructions se sont grandement améliorées avec le temps et certaines communautés de maisons mobiles regroupent des populations plus huppées, des villégiateurs ou d'autres personnes appartenant à un même groupe d'intérêt.
Les maisons mobiles sont des constructions moins robustes que les maisons conventionnelles et plus susceptibles aux dommages par le vent. Les parcs de maisons mobiles sont donc souvent plus affectées par le passage d'ouragans ou de tornades. Elles doivent donc être solidement attachées au sol par des courroies ou d'autres ancrages.

## Types par région

### Amérique du Nord

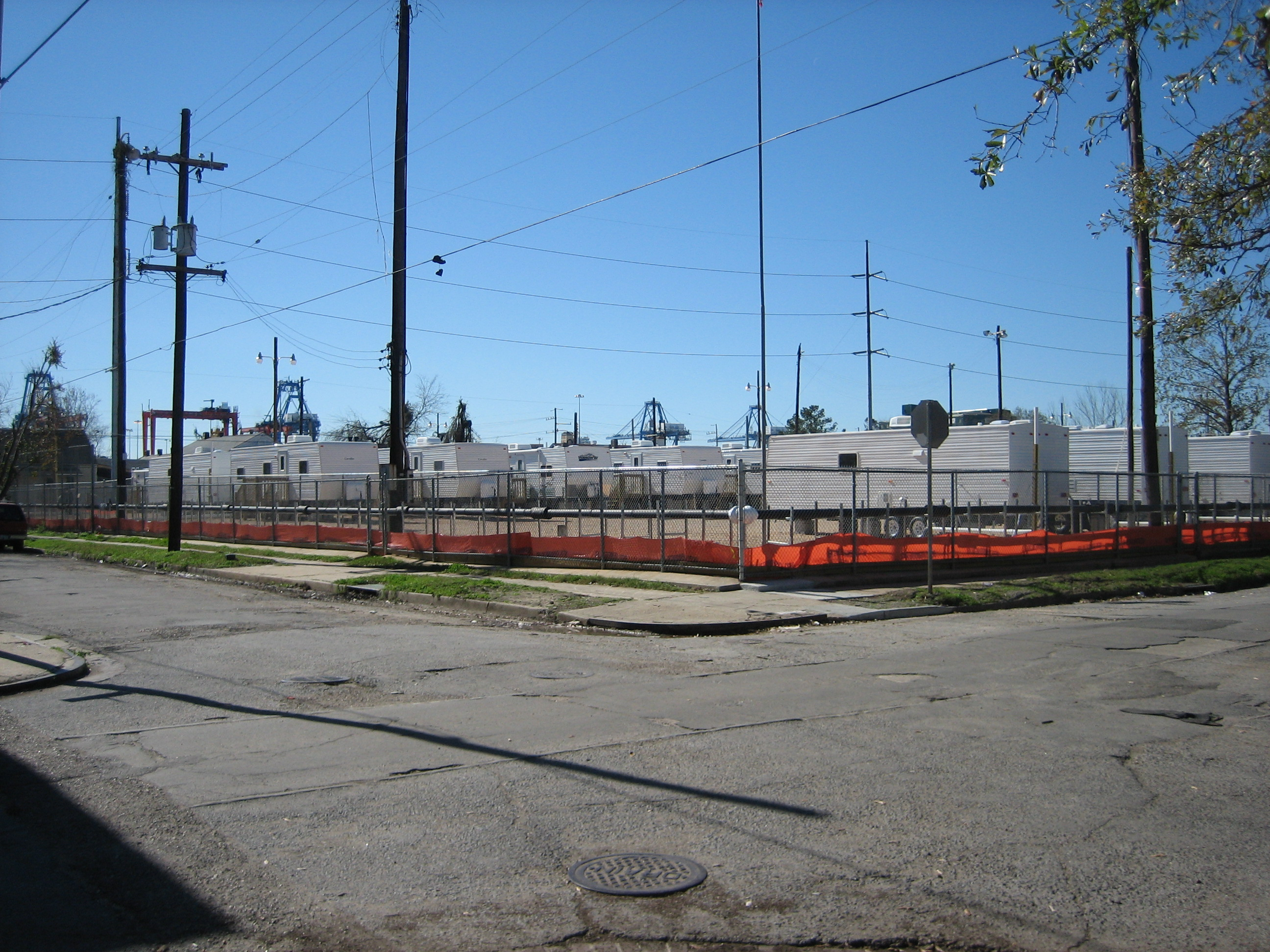
Un parc municipal à La Nouvelle-Orléans qui a été transformé en parc de maisons mobiles par l'Agence fédérale des situations d'urgence (FEMA) pour loger les sinistrés après le passage de l'ouragan Katrina.

Les communautés entières de maisons mobiles sont très courantes aux États-Unis où plus de 35 000 sont recensées. Les parcs peuvent compter de 5 à plus 1 000 maisons. Elles sont devenues populaires à cause des coûts plus faibles à l'acquisition que ceux d'une maison conventionnelle. Leur population est en général très variée mais il existe plusieurs parcs spécialisés comme par exemple les communautés de personnes retraitées dans les États du Sud et les communautés visant la location aux touristes ou au villégiateurs. Les parcs de maisons mobiles sont beaucoup moins populaires au Canada car celles-ci sont peu adaptées au climat hivernal. 
Selon les règles en vigueur, lorsque le propriétaire d'une maison mobile veut s’en départir, il peut vendre à un acheteur qui reprendra le terrain ou déménagera la maison.

### Europe
En Europe, les résidences mobiles de loisirs peuvent être regroupés en communautés mais ne servent qu'à la villégiature. 
Dans certains pays, comme en Allemagne et en Espagne, il existe des squats utilisant des maisons mobiles. Par exemple, à Berlin et Hambourg, ils ont reçu le nom de Wagenburg, Wagendorf ou Bauwagenplatz (respectivement, « fort de voitures »[réf. souhaitée], « parc de caravanes » et « place de caravanes »). Les gens vivant dans ces communautés sont souvent des Roms, des punks, des gens du voyage, des adeptes du mouvement Do it yourself ou des Travellers irlandais.

#### France
Depuis la loi ALUR de 2014, il est possible d'installer un mobile home (ou une autre habitation mobile) sur un terrain privé,. Le terrain doit être constructible. Depuis la loi ALUR, il est devenu légal d'habiter à l'année donc en tant que résidence principale dans un mobile home si les conditions légales sont respectées,. 
Cependant, depuis quelques années, le camping devient aussi un lieu d’habitation pour une partie de la population. En France, entre 70 000 et 120 000 personnes habiteraient dans une caravane ou une maison mobile toute l’année. Ce sont principalement des salariés aux revenus modestes, des allocataires de minima sociaux, des retraités, ou des ménages en attente de logement et bientôt[pas clair] des étudiants à la recherche d’un logement, pour des raisons évidentes de coût, dans des conditions précaires et qui entretiennent la marginalité. Ainsi, par exemple, un camping à l'année a été ouvert en 1976 au château d'Alincourt, à Parnes (Oise). Quatre-vingt familles y vivaient début 2009, date où Alain Duménil l'a racheté et a tenté d'en expulser les locataires,. L'association Droit au logement a apporté son soutien aux familles, dont un bon nombre ont quitté les lieux sous les pressions,.

#### Royaume-Uni
Au Royaume-Uni, les « static caravans » sont destinées au loisir et peuvent être simples ou doubles, ayant une largeur entre 2,5 et 4 mètres. Elles reposent sur un terrain loué dans un camping ou au bord d’un cours d’eau. La location de ces terrains est régie par les règles de l’Office of Fair Trading.

### Australie
En Australie, il n'y a généralement pas de différence entre un terrain de camping recevant des roulottes ou caravanes et un parc de maisons mobiles.

### Israël
En Israël, plusieurs colonies israéliennes de peuplement dans les territoires palestiniens ont débuté à l'aide de caravanes (hébreu : קראוואן caravan; pl. קראוואנים, caravanim). Ce sont des constructions métalliques légères et peu isolées. Elles sont raccordés aux services publics et ont souvent un système de chauffage et de climatisation. En 2005, des maisons préfabriquées, appelées caravillas (hébreu : קרווילה), ont été utilisées par les familles évincées de la colonie de Gush Katif dans la bande de Gaza. Les caravillas sont formées de sections produites en usine et assemblées sur des fondations permanentes, ce qui n'est plus une maison mobile.